# پیتزو (حق حفاظت)

میزان اخاذی جرایم سازمان‌یافته در ایتالیا به تفکیک استان در سال ۲۰۱۲

پیتزو (pizzo) پول حفاظتی است که معمولاً به صورت انتقال اجباری پول ناشی از اخاذی به مافیا پرداخت می‌شود. این اصطلاح از کلمه سیسیلی «پیتزو» (pizzu به معنای "نوک") گرفته شده است. عبارت «اجازه دادن به خیس شدن نوک کسی» (در زبان سیسیلی: fari vagnari u pizzu) به معنای پرداخت پول حفاظت است. این عمل در گذشته در جنوب ایتالیا رواج داشت و نه تنها توسط کوزا نوسترا در سیسیل، بلکه توسط 'اندرانگتا در کالابریا و کامورا در کامپانیا نیز انجام می‌شد. توضیح دیگر برای ریشه این اصطلاح «پیمانه» است که به حق سنتی ناظر برای برداشتن سهمی از غلاتی که کشاورزان می‌کوبیدند اشاره دارد. 
پرداخت پیتزو ممکن است شامل اضافه کردن فردی (اغلب از اعضای سازمان‌های جنایی) به لیست حقوق‌بگیران، استفاده از خدمات شرکت‌های تحت کنترل مافیا یا واگذاری قرارداد به شرکت‌های وابسته به مافیا باشد. کسب‌وکارهایی که از پرداخت پیتزو خودداری کنند ممکن است طعمه حریق شوند. در ازای پرداخت پیتزو، کسب‌وکارها «حفاظت» دریافت می‌کنند و می‌توانند از مافیوزهای محله برای عبور از بوروکراسی یا حل اختلافات با سایر tradesmen کمک بگیرند. جمع‌آوری پیتزو به مافیا امکان می‌دهد با جامعه در ارتباط باشد و «قلمرو خود را کنترل کند». 
بر اساس تحقیقات کارشناسان، در سال ۲۰۰۸ مافیا سالانه بیش از ۱۶۰ میلیون یورو از مغازه‌ها و کسب‌وکارهای منطقه پالرمو اخاذی می‌کرد و تخمین زده می‌شد که کل سیسیل ۱۰ برابر این مبلغ را پرداخت می‌کند. حدود ۸۰٪ از کسب‌وکارهای سیسیلی پیتزو پرداخت می‌کنند.
بر اساس تحقیقات دانشگاه پالرمو، مبلغ متوسط پیتزو برای خرده‌فروشان ۴۵۷ یورو (۵۱۲ دلار آمریکا) در ماه و برای هتل‌ها و رستوران‌ها ۵۷۸ یورو است، اما از شرکت‌های ساختمانی ماهانه بیش از ۲۰۰۰ یورو درخواست می‌شود.   

لیبرو گراسی، کارآفرینی که در سال ۱۹۹۱ توسط کوزا نوسترا کشته شد، به عنوان مرد نمادین در مبارزه با پیزو شناخته می‌شود.

لیبرو گراسی، تاجری از پالرمو، از اولین کسانی بود که از پرداخت پول حفاظت خودداری کرد. در ژانویه ۱۹۹۱، او نامه سرگشاده‌ای به روزنامه محلی "جورناله دی سیچیلیا" نوشت. این نامه که در صفحه اول روزنامه منتشر شد، خطاب به یک "اخاذ گرامی ناشناس" بود و جنجال زیادی به پا کرد. در همان سال، گراسی به قتل رسید. قتل او نشان‌دهنده خطرات مقاومت در برابر مافیا بود، اما الهام‌بخش جنبش‌های ضد اخاذی بعدی شد.
در سال ۲۰۰۴، جنبش مردمی «آدیوپیتزو» (به معنی "خداحافظ پیتزو") که از تسلط مافیا بر اقتصاد و زندگی سیاسی محلی به ستوه آمده بود، پالرمو را با برچسب‌هایی پوشاند که روی آنها نوشته بود: "جامعه‌ای که پیتزو پرداخت میکند، جمعیتی بی‌حیثیت است". این گروه تظاهراتی ترتیب میدادند که در آن شرکت‌کنندگان تیشرت‌های سیاه با لوگوی آدیوپیتزو - یک دایره شکسته با علامت X در وسط و عبارت "مصرف آگاهانه" (consumo critico) - به تن میکردند. 

## ریشه‌شناسی واژه
واژه سیسیلی "pizzu" (در ایتالیایی: pizzo) در اصل به معنای "نوک تیز" یا "حاشیه" بوده است. در گویش محلی عبارت "ssa cosa è misa 'n pizzu" به معنی "آن چیز در لبه قرار دارد" هنوز کاربرد دارد.این اصطلاح از نیمه دوم قرن ۱۹ معنای جدیدی به خود گرفت و به "پول اخاذی" تبدیل شد. ریشه آن به عبارت قدیمی "fari vagnari u pizzu" (تر کردن چانه) برمی‌گردد که در ابتدا اشاره به تقدیم شراب به نشانه تشکر داشت. امروزه "pizzo" به پرداخت اجباری به مافیا برای "حفاظت" اطلاق می‌شود. این تحول نشان‌دهنده تغییر مفهوم از قدردانی داوطلبانه به اخاذی سازمان‌یافته است. این واژه در سراسر جهان به عنوان اصطلاحی برای باج‌خواهی مافیایی شناخته می‌شود.

## روش‌های اخاذی (پیتزو)
معمولاً کسبه و فعالان اقتصادی (از مغازه‌داران خرده‌پا تا سرمایه‌داران بزرگ) هدف قرار می‌گیرند. مبلغ درخواستی متناسب با درآمد فرد تعیین می‌شود.

### شیوه‌های درخواست
بسته به نوع فرد مورد نظر، روش‌های مختلفی به کار می‌رود:
- اقدامات خرابکارانه برای ارعاب (مثلاً آتش زدن خودرو یا تجهیزات کسب‌وکار)
- تهدیدهای کلامی به آسیب‌های جسمی، مالی یا حیثیتی (معمولاً از طریق تماس تلفنی یا در گذشته با نامه‌های تهدیدآمیز)

### فرآیند اخاذی
کسبه پس از مواجهه با این تهدیدات مرموز و ترسناک:
- یا توسط یک آشنا (معمولاً فردی مرتبط با مافیای محلی) به عنوان "میانجی" نزدیک می‌شوند
- یا خودشان به دنبال چنین فردی می‌گردند
این میانجی که خود را "دوستی مشکل‌گشا" معرفی می‌کند:
- با هر دو طرف مذاکره می‌کند
- مبلغی را توافق می‌کند
- در نهایت درصدی بابت "حق واسطه‌گری" برای خود برمی‌دارد

### تداوم پرداخت
پرداخت مبلغ توافق شده به صورت منظم (معمولاً ماهیانه یا در مناسبت‌ها) ادامه می‌یابد و کسبه در دام چرخه‌ای بی‌پایان می‌افتند، چرا که:
- مافیا ممکن است به اخذ پیتزو بسنده نکند
- به تدریج در کسب‌وکار نفوذ می‌کند
- از مشکلات مالی صاحب کسب سوءاستفاده می‌کند
- او را به یک نام مستعار تقلیل می‌دهد
- از کسب‌وکار به عنوان پوششی برای پولشویی استفاده می‌کند
مجازات‌ها در صورت عدم پرداخت:
در صورت تأخیر یا خودداری از پرداخت، ممکن است:
- کسب‌وکار به طور فیزیکی نابود شود
- صاحب کسب یا یکی از اعضای خانواده‌اش به قتل برسد

### گستره فعالیت
مافیا علاوه بر کسب‌وکارهای قانونی، فعالیت‌های غیرقانونی در قلمرو خود را نیز "مالیات" می‌بندد، مانند:
- قاچاق مواد مخدر
- سرقت‌ها
و از همان روش‌های مورد استفاده برای کسب‌وکارهای قانونی بهره می‌برد.

## اهداف اخاذی (پیتزو) توسط سازمان‌های مافیایی
سازمان‌های مافیایی مانند کوزا نوسترا، اندرانگتا، کامورا و دیگر گروه‌ها، اخذ پیتزو را با اهداف متعددی انجام می‌دهند:

### انباشت ثروت
- پیتزو منبع درآمد مطمئنی برای تأمین هزینه‌های سازمان است.
- از این درآمد برای موارد زیر استفاده می‌شود:
    حمایت از اعضای زندانی و خانواده‌هایشان
    سرمایه‌گذاری در فعالیت‌های جنایی دیگر
    نفوذ در اقتصاد قانونی

### آموزش نیروهای جدید
- جمع‌آوری پیتزو ابزاری برای آزمون و آموزش نیروهای جوان است.
- جوانان می‌توانند از این طریق:
    توانایی‌های جنایی خود (مانند اعمال خشونت) را نشان دهند.
    مورد آزمایش اعضای ارشد سازمان قرار گیرند.

### کنترل قلمرو
- اخذ پیتزو ابزاری برای تحکیم کنترل بر منطقه است.
- وقتی یک تاجر پرداخت پیتزو را می‌پذیرد، در واقع:
    اقتدار سازمان مافیایی را به رسمیت می‌شناسد.
    مانند پرداخت مالیات به یک "دولت موازی" عمل می‌کند.

### کنترل اقتصاد
- از طریق ارتباط با کسب‌وکارهای قانونی (به بهانه پیتزو):
    مافیا می‌تواند در تصمیم‌گیری‌های اقتصادی نفوذ کند.
    انتخاب‌ها را بر اساس منافع مافیایی (نه منطق بازار) جهت‌دهی می‌کند.
- در موارد پیشرفته:
    کسب‌وکار به تدریج از مالک اصلی گرفته می‌شود.
    از آن برای پولشویی و اهداف غیرقانونی استفاده می‌شود.
این مکانیسم‌ها نشان می‌دهد که پیتزو صرفاً یک اخاذی ساده نیست، بلکه ابزاری کلیدی برای حفظ و گسترش قدرت مافیا در تمام ابعاد (اقتصادی، اجتماعی و سیاسی) است.

## گسترش این پدیده
این پدیده به طور گسترده‌ای شیوع دارد و تخمین زده می‌شود که حدود ۱۶۰ هزار شرکت را تحت تأثیر قرار داده و گردش مالی آن بیش از ۱۰ میلیارد یورو است. در پالرمو، ۸۰ درصد از فعالیت‌های تجاری یا کسب‌وکارها «پیتزو» (پول حفاظت) می‌پردازند. بر اساس داده‌های بنیاد روکو چینیکی، در سیسیلی، گردش مالی پیتزو بیش از یک میلیارد یورو است که معادل ۱.۳ درصد از تولید ناخالص داخلی منطقه می‌باشد.  
با این حال، از دهه ۱۹۹۰، جنبشی برای مقابله با پیتزو تقویت شد که پیشگام آن گروهی از تاجران شجاع از کاپو دورلاندو (در استان مِسینا) به رهبری تانو گراسو بودند. آن‌ها در سال ۱۹۹۰ اولین انجمن ضد‌اخاذی ایتالیا را تأسیس کردند. الهام‌بخش این جنبش، افرادی مانند لیبرو گراسی (سیسیلی) و جووانی پانونزیو (اهل فوجیا) بودند که به دلیل امتناع از پرداخت پیتزو و همکاری با مقامات برای دستگیری باج‌گیرانشان، به قتل رسیدند.  
از سال ۲۰۰۰، این اقدامات الهام‌بخش ابتکارات و انجمن‌های متعددی شد، از جمله جنبش‌های مصرف مسئولانه. از جمله این اقدامات می‌توان به تأسیس کمیته «آدیوپیتزو» اشاره کرد که علیه این پدیده مبارزه می‌کند، یا سازمان‌هایی مانند فدراسیون ضد‌اخاذی ایتالیا (وابسته به شبکه سیویکرازیا) و به‌ویژه «لیبرا: انجمن‌ها، نام‌ها و اعداد علیه مافیا» اشاره کرد.

## کتابشناسی
- پائولی، لتیزیا (2003). انجمن‌های مافیایی: جرایم سازمان‌یافته، به سبک ایتالیایی ، نیویورک: انتشارات دانشگاه آکسفوردشابک ‎۰−۱۹−۵۱۵۷۲۴−۹ ( نقد توسط کلاوس فون لامپ) ( نقد توسط الکساندرا وی. اورلووا)